# زوران يانكوفيتش
زوران يانكوفيتش (بالبلغارية: Зоран Янкович)‏ (8 فبراير 1974 في صربيا - ) هو مدرب كرة قدم ولاعب كرة قدم بلغاري في مركز الهجوم. شارك مع منتخب بلغاريا لكرة القدم. أما مع النوادي، فقد لعب مع نادي داليان شيده ونادي فويفودينا ونادي ليتكس لوفتش ونادي فودوفاك ‏ وFK Železnik ‏ وFK Inđija ‏ وأثنيكس أشنة ‏.

## وصلات خارجية
- زوران يانكوفيتش على موقع الاتحاد الأوربي (الإنجليزية)
- زوران يانكوفيتش على موقع قاعدة بيانات كرة القدم.إي يو (الإنجليزية)
- زوران يانكوفيتش على موقع ناشيونال فوتبول تيمز (الإنجليزية)
- زوران يانكوفيتش على موقع Soccerway.com (الإنجليزية)